# Mladen Lazarević
Mladen Lazarević (in serbo Младен Лазаревић?; Sremska Mitrovica, 15 gennaio 1984) è un ex calciatore serbo, di ruolo difensore.

## Carriera

### Club
Il 1º gennaio 2016 viene acquistato a titolo definitivo dalla squadra serba del Mačva Šabac.